# Гассіба Булмерка
Гассіба Булмерка (араб. حسيبة بولمرقة; нар. 10 липня 1968, Константіна, Алжир) — алжирська легкоатлетка, що спеціалізується на бігу на середні дистанції, олімпійська чемпіонка 1992 року, дворазова чемпіонка світу.

## Кар'єра
| Рік               | Змагання          | Місто                | Місце             | Дисципліна        | Примітки          |
| Представник Алжир | Представник Алжир | Представник Алжир    | Представник Алжир | Представник Алжир | Представник Алжир |
| ----------------- | ----------------- | -------------------- | ----------------- | ----------------- | ----------------- |
| 1988              | Чемпіонат Африки  | Аннаба, Алжир        | 1                 | 800 метрів        | 2:06.55           |
| 1988              | Чемпіонат Африки  | Аннаба, Алжир        | 1                 | 1500 метрів       | 4:12.14           |
| 1988              | Олімпійські ігри  | Сеул, Південна Корея | 5 (забіги)        | 800 метрів        | 2:03.33           |
| 1988              | Олімпійські ігри  | Сеул, Південна Корея | 9 (забіги)        | 1500 метрів       | 4:08.33           |
| 1989              | Чемпіонат Африки  | Лагос, Нігерія       | 1                 | 800 метрів        | 2:06.8            |
| 1989              | Чемпіонат Африки  | Лагос, Нігерія       | 1                 | 1500 метрів       | 4:13.85           |
| 1991              | Чемпіонат світу   | Токіо, Японія        | 1                 | 1500 метрів       | 4:02.21           |
| 1992              | Олімпійські ігри  | Барселона, Іспанія   | 1                 | 1500 метрів       | 3:55.30           |
| 1993              | Чемпіонат світу   | Штутгарт, Німеччина  | 3                 | 1500 метрів       | 4:04.29           |
| 1995              | Чемпіонат світу   | Гетеборг, Швеція     | 1                 | 1500 метрів       | 4:02.42           |
| 1996              | Олімпійські ігри  | Атланта, США         | 12 (півфінал)     | 1500 метрів       | 4:23.86           |